# Clubiona ericius
Clubiona ericius är en spindelart som beskrevs av Pater Chrysanthus 1967. Clubiona ericius ingår i släktet Clubiona och familjen säckspindlar. Inga underarter finns listade i Catalogue of Life.